# Qigong

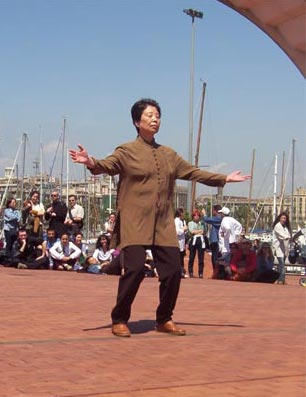
Exercițiu Qigong

Qigong (chineză: 氣功; pinyin: qìgōng; Wade–Giles: ch'i-kung) este o formă chineză de meditație, concentrare și mișcare pentru cultivarea corpului și a mintii. Practica inlcude exercitii de repirație, exerciții de corp si mișcare, exerciții de concentrare si meditație. Exercițiile sunt concepute pentru a armoniza și regla fluxul de Qi în corp. Din punct de vedere medico-științific, qigongul este escrocherie medicală.
Originile exercițiilor se întorc mult înapoi, anumite forme sunt deja sugerate în Zhuangzi, iar imaginile din mătase sunt din vremea dinastiei Han. Numele Qigong a fost folosit pentru prima dată de Daoist Xu Xun din perioada Jin și de atunci a fost folosit pentru a descrie anumite exerciții în arte marțiale. În istoria Chinei, această practică a jucat întotdeauna un rol major ca îngrijire medicală preventivă, dar a fost folosită și în scopuri religioase și spirituale, în special în Daoism, budism și confucianism și a fost transmisă în mănăstiri. Cu toate acestea, termenul qigong pentru aceste exerciții a fost utilizat abia din anii 1950, iar diferitele stiluri de qigong sunt în parte dezvoltări complet noi, care se bazează pe tradițiile vechi de milenii.
Qigong este un sistem chinezesc antic de cultivare a sănătății, vitalității și longevității, cât și de evoluție spirituală. Bazat pe principiile clasice ale Taoismului, Qigong oferă o cale de autocultivare ce presupune armonia între toate nivelurile ființei umane (fizic, psihic și spiritual), armonia cu natura și progresul constant și natural, evitând excesele și accidentările posibile în alte discipline fizice și, în acelați timp, evitând retragerea din lume caracteristică altor căi spirituale.

## Etimologie
„Qi” stă în filozofia și medicina chineză atât pentru mișcare, cât și pentru puterea vitală a corpului, dar și pentru lumea întreagă. În chineză, înseamnă respirație, energie și fluid. Termenul cuprinde mai multe forme si moduri de acțiune. „Gong” ca termen chinez înseamnă „muncă” pe de o parte, dar și „abilitate”. Astfel, Qigong poate fi tradus ca „abilitate, capacitate de a trata cu Qi, de a folosi„. Se spune că practica qigong-ului consolidează energia vieții, pentru a obține o stäre fizică și mentală sănătoasă și, astfel, pentru a prelungi viața.
Qi însemnă „energie”, „forță Vitală”. „Gong” înseamnă muncă, control, și exprimă de asemenea măestria dobândită prin exercițiu. Qigong înseamnă, prin urmare, lucrul cu energia.
Energia vitală sau forța vitală este un concept științific depășit (abandonat).

## Scurt istoric
Qigong a fost practicat în secret timp de peste 5000 de ani, fiind unul din cele mai bine păstrate secrete. Transmiterea din generație în generație se făcea pe cale directă. Puținele texte clasice care oferă informații despre acest sistem sunt scrise intenționat în termeni codificați (Daniel Reid, prefața). Astăzi, în era informației, Qigong a devenit cunoscut la nivel mondial și secretele păstrate din vechime sunt acum predate deschis în întreaga lume. Studii de specialitate realizate în Asia și în restul lumii atestă eficacitatea Qigong-ului în tratarea a numeroase afecțiuni în care medicina occidentală nu oferă decât remedii temporare. De asemenea, multe spitale includ practica Qigong-ului medical ca ajutor in tratarea anumitor afectiuni.
În general, Qigong-ul este asociat și cu practica Tai Chi-ului, o artă marțială internă care poate fi considerată un Qigong în mișcare și practicat de mulți oameni doar pentru beneficiile aduse sănătății.
De-a lungul timpului, în China s-au dezvoltat cinci tradiții distincte sau școli de qigong, fiecare cu propriile teorii și caracteristici: qigongul medical chinezesc, qigongul taoist, qigongul budist, qigongul confucian și qigongul artelor marțiale. Toate aceste tradiții qigong includ practici menite să cultive și să echilibreze qi.

### Influența medicinii chinezești tradiționale
Teoriile qigongului antic chinezesc includ Teoria Yin și Yang și Wu Xing, Teoria esenței-Qi-Spirit, Teoria lui Zang-Xiang, Meridianii și Teoria sângelui Qi-sânge, care au fost sintetizate ca parte a medicinei tradiționale chinezești (TCM).:45–57 TCM se concentrează pe urmărirea și corectarea disarmoniei subiacente, în termeni de deficiență și exces, folosind forțele complementare și opuse ale lui yin și yang (陰陽),pentru a crea un flux echilibrat de qi. Qi este echilibrat în termeni de yin și yang în contextul sistemului tradițional de cinci faze (Wu xing 五行).

### InfluențaTaoismului
În Daoism, diferite practici cunoscute sub numele de Daoist Qigong sunt susținute că oferă o modalitate de a realiza longevitatea și iluminarea spirituală, precum și o legătură mai strânsă cu lumea naturală.

### InfluențaBudismului
În practicile de meditație budiste, cunoscute sub numele de Qigong budist, fac parte dintr-o cale spirituală care duce la iluminarea spirituală sau la Buddha.

### Influențaartelor marțiale
Practica qigong-ului este o componentă importantă în ambele stiluri ale artei marțiale chinezești interne și externe. Focusarea pe qi este considerată o sursă de putere, precum și fundamentul stilului intern de arte marțiale (Neijia). Tai Chi Chuan, Xingyiquan și Baguazhang sunt reprezentative pentru tipurile de arte marțiale chinezești care se bazează pe conceptul de qi ca temelie. Funcțiile extraordinare ale abilităților artelor marțiale, cum ar fi abilitatea de a rezista grevelor grele (Iron Shirt, 鐵 衫) și abilitatea de a sparge obiectele grele (Iron Palm, 鐵掌) sunt abilități atribuite qigongului Instruire.

## Noțiunea de Qi
Qi (Chi) este energia vitală cu care se lucrează în toate practicile Qigong.
- Qi este piatra de temelie a intregii materii, ea este elementul fundamental constitutiv al tuturor lucrurilor si fenomenelor vizibile si invizibile
- Qi este elementul fundamental al celor trei niveluri ale ființei omenești: corpului, energia și mintea
- Qi alcătuiește domeniul polar în care se deplasează energia

Qi nu a fost niciodată observat în mod direct și nu are nicio legătură cu conceptul de energie din științe (energia vitală sau forța vitală este un concept științific abandonat).
În ciuda convingerii larg răspândite, în realitate qi este un concept neștiințific, neverificabil. Institutul Național de Sănătate al SUA a declarat limpede: concepte precum qi „sunt dificil de conciliat cu informațiile  biomedicale contemporane”.

## Principii
Polaritatea
Yin și Yang reprezintă rezultatul difernețierii primordiale a sursei universului, care prin scindare a dat naștere celor două contrarii, Yin și Yang, cât și energiei vidului. Această polaritate se regăsește sub diferite forme în Univers:
- Prenatal și postnatal
- Apa (shui) și focul (huo)
- Mișcarea (dung) și Nemișcarea (jing)
- Interiorul (nei) și exteriorul (wai)

Principiul celor trei forțe și al celor trei comori
Trinitatea întâlnită în multe religii ale lumii se manifestă în tradiția taoistă la nivelul universului prin cele Trei Forțe ale Cerului (tien), Pământului (di) și Umanității (ren). La nivelul ființei umane, acestora le corespun cele Trei Comori care sunt esența (jing), energia (qi) și spiritul (shen).
Cele cinci energii elementare
Conform paradigmei taoiste chineze a creației și formelor, toată materia de pe pământ este alcătuită și animată de cele 5 energii elementare. Conform Tratatului de medicină internă al Împăratului Galben, acestea sunt: Lemnul, Focul, Pământul, Metalul și Apa. Aceste energii se combină și se recombină pentru a forma miriadele de forme ce alcătuiesc lumea. Qigong oferă tehnici de echilibrare și dirijare a energiilor elementare care acționează în corpul uman. Fiecare energie elementară este asociată unui organ major și unor organe ajutătoare, astfel:
- Lemnul este asociat cu ficatul și vezica biliară
- Focul este asociat cu inima și intestinul subțire
- Pământul este asociat cu splina, pancreasul și stomacul
- Metalul este asociat cu plămânii și intestinul gros
- Apa este asociată cu rinichii și vezica urinară

De asemenea, fiecărei energii, și prin urmare, fiecărui organ îi corespunde o culoare: verde pentru ficat, roșu pentru inimă, galben pentru splina, alb pentru plămâni și albastru pentru rinichi.

## Principalele școli de Qigong
- Școala taoistă este cea mai răspândită, punând accent atât pe cultivarea corpului fizic cât și pe practica spirituală
- Școala confucianistă, în care exercițiile de Qigong erau folosite pentru purificarea minții și controlul emoțiilor în vederea unei mai bune vieți civice
- Școala budistă, în care exercițiile de Qigong erau folosite mai mult pentru a contracara efectele șederii prelungite
- Școala medicală care cuprinde exerciții create special pentru tratarea anumitor afecțiuni
- Școala militară, în care exercițiile sunt folosite pentru a cultiva puterea internă (nei gong) cu scopul utilizării ei în luptă

## Exerciții de Qigong
Exercițiile pot fi grupate în diferite moduri: după dinamicitate, după utilitate, după poziția corpului sau după aspectul existenței căruia i se adresează.
Există prin urmare exerciții dinamice și exerciții statice. Practicile dinamice sunt caracterizate de mișcări lente corelate cu respirația. Cel mai cunsocut astfel de exercițiu este Taijiquan, care este în același timp o puternică artă marțială internă și o practică dinamică de Qigong. Alte exemple includ Tan Tien Qigong (pentru acumularea energiei vitale), Qigong-ul mersului sau Cele Opt Piese de Brocard. Practicile statice presupun nemișcarea externă a corpului combinată cu mișcarea internă a energiei. Acestea includ meditațiile vindecătoare precum Surâsul Interior, Cele șase sunete vindecătoare, Orbita microcosmică sau Cămașa de fier.
Pe de altă parte, există exerciții terapeutice, exerciții marțiale și practici meditative.
După poziția corpului, există exerciții efectuate în picioare, precum Cele Opt Piese de Brocard, exerciții efectuate cu deplasare, precum Qigong-ul mersului sau artele marțiale interne, exerciții practicate șezând și exerciții practicate la sol, în poziția întins, practicate mai ales de persoane slăbite sau bolnave care nu pot practica celelalte forme.
De asemenea, putem distinge între practicile pentru cultivarea naturii și cele pentru cultivarea vieții. Cultivarea "naturii" presupune tot ceea ce ține de existența umană trecătoare - ego-ul, psihologia, familia și munca. Viața se referă la aspectele primordiale ale existenței umane - spiritul nemuritor și energia universală care animă corpul uman dar care supraviețuiește disoluției corpului fizic.

## Literatură
- Kenneth Cohen: Qigong: Grundlagen, Methoden, Anwendung. Weltbild, Augsburg 2005. Übersetzer: Dagmar Ahrens-Thiele, Konrad Dietzfelbinger. ISBN 3-8289-4883-9.
- Thomas Heise: Qigong in der VR China: Entwicklung, Theorie und Praxis. VWB-Verlag, Berlin 1999. ISBN 3-86135-137-4.
- Thomas Heise: Qigong und Maltherapie. Komplementaertherapien Psychosekranker. VWB-Verlag, Berlin 2009. ISBN 978-3-86135-144-3
- Werner Lind: Lexikon der Kampfkünste. Edition BSK, Sportverlag, Berlin 2001, ISBN 3-328-00898-5, S. 484-487
- Daniel Reid - Qi Gong - Manual de inițiere (Polirom, Traducere de Cristina Popa)